# آمانگیلدینو
آمانگیلدینو (به لاتین: Amangildino) یک منطقهٔ مسکونی در روسیه است که در باشقیرستان واقع شده‌است.